# Giornata della vittoria (Paesi dell'Europa occidentale)
La giornata della vittoria in Europa (conosciuta nei paesi anglosassoni come "Victory in Europe Day" o con la sigla "V-E Day"), fu proclamata l'8 maggio 1945, data in cui si concluse la seconda guerra mondiale in Europa.

## Eventi
Fu il giorno in cui gli alleati accettarono formalmente la resa incondizionata delle forze armate della Germania nazista, con l'entrata in vigore dell'armistizio tra la Germania e le forze alleate. Il 30 aprile Adolf Hitler si era tolto la vita durante la battaglia di Berlino, così la resa fu autorizzata dal presidente tedesco l'ammiraglio Karl Dönitz a capo di un'amministrazione passata alla storia come il governo di Flensburg. L'atto di capitolazione militare è stato firmato il 7 maggio a Reims, in Francia, e ripetuto l'8 maggio a Berlino alla presenza di una delegazione dell'Unione Sovietica.

## Paesi che festeggiano l'8 maggio
- Regno Unito - La "May Day Bank holiday" del 1995 fu spostata dal 1º maggio all'8 maggio, per commemorare il 50º anniversario della fine della seconda guerra mondiale (solo per il 1995, in seguito Day of remembrance).
- L'ex Repubblica Democratica Tedesca celebrava la ricorrenza come "Tag der Befreiung" (giorno della liberazione).
- Francia.
- Slovacchia come "Den víťazstva nad fašizmom" (giornata della vittoria sul fascismo).
- Rep. Ceca come "Den vítězství" o "Den Osvobození" (giorno della liberazione)
- Ucraina come «Giornata della Vittoria ucraina sul Nazismo»; fino al 2015 si celebrava il 9 maggio.